# Ceren Karakoç
Ceren Yalazoğlu Karakoç (* 1984 in Ankara) ist eine türkische Schauspielerin.

## Leben und Karriere
Ceren Yalazoğlu Karakoç wurde 1984 in Ankara geboren. Sie studierte an der Çanakkale Onsekiz Mart Üniversitesi. Von 2011 bis 2018 spielte sie in der Fernsehserie Beni Affet die Hauptrolle. 2013 heiratete sie den türkischen Schauspieler  Osman Karakoç. 2019 zog sie nach Istanbul. Anschließend spielte sie 2020 in der Serie Maria ile Mustafa mit. Unter anderem wurde Karakoç 2021 für die Serie Akıncı gecastet. Außerdem ist sie seit 2022 in Kızılcık Şerbeti zu sehen.

## Filmografie
Serien
- 2011–2018: Beni Affet
- 2020: Maria ile Mustafa
- 2021: Akıncı
- 2021: İçimizden Biri
- seit 2022: Kızılcık Şerbeti

## Theater
- Terapi Ötesi[5]